# Sven Bindels
Sven Bindels (Luxemburg, 18 mei 1979) is een Luxemburgs voormalig voetbalscheidsrechter. Hij was in dienst van FIFA en UEFA tussen 2011 en 2017. Ook leidde hij tot 2018 wedstrijden in de Nationaldivisioun.
Op 30 juni 2011 debuteerde Bindels in Europees verband tijdens een wedstrijd tussen ÍF Fuglafjørður en KR Reykjavík in de voorronde van de UEFA Europa League; het eindigde in 1–3 en de Luxemburgse leidsman gaf twee gele kaarten. Zijn eerste interland floot hij op 6 september 2013, toen Turkije met 5–0 won van Andorra. Tijdens dit duel gaf Bindels drie gele kaarten.

## Interlands
| Datum            | Plaats           | Wedstrijd         | Uitslag | Competitie           | Kreeg geel | Kreeg voor de tweede keer geel en dus rood | Weggestuurd |
| ---------------- | ---------------- | ----------------- | ------- | -------------------- | ---------- | ------------------------------------------ | ----------- |
| 6 september 2013 | Kayseri, Turkije | Turkije – Andorra | 5 – 0   | WK 2014 kwalificatie | 3          | 0                                          | 0           |
| 8 juni 2015      | Attard, Malta    | Malta – Litouwen  | 2 – 0   | Vriendschappelijk    | 3          | 0                                          | 0           |